# Leptolepides
Leptolepides is een geslacht van uitgestorven straalvinnige beenvissen dat leefde tijdens het Vroeg-Tithonien van het Laat-Jura.
De typesoort is Leptolepides sprattiformis. De geslachtsnaam betekent 'gelijkend op Leptolepis'. De soortaanduiding betekent 'gevormd als een sprot'.
Fossielen zijn gevonden in Europa en Israël.